# Bernd Latour
Bernd Latour (* 1944) ist ein deutscher Germanist.

## Leben
Nach der Promotion in Hamburg 1973 (Elative und affirmative Modalwörter. Untersuchungen zur Funktion und Geschichte kommunikativer Einheiten im Mittel- und Neuhochdeutschen) lehrte er dort von 1982 bis zur Emeritierung 2010 als Professor für Deutsche Sprache mit besonderer Berücksichtigung des Deutschen als Fremdsprache.
Seine Schwerpunkte sind Linguistik des Deutschen als Fremdsprache und Konfliktrhetorik.

## Schriften (Auswahl)
- Mittelstufen-Grammatik für Deutsch als Fremdsprache. München 1995, ISBN 3-19-031456-X.
- Deutsche Grammatik in Stichwörtern. Stuttgart 1997, ISBN 3-12-675314-0.
- Um keine Antwort verlegen. Wie man Wortgefechte gewinnt. Stuttgart 2000, ISBN 3-7831-1791-7.
- Schlaue Antworten auf fiese Fragen. Stuttgart 2002, ISBN 3-7831-2146-9.